# Krzysztof Kalukin
Krzysztof Kalukin (ur. 15 lutego 1945, Wilno zm. 1 listopada 2009, Gdańsk) – polski dokumentalista, scenarzysta, reżyser, montażysta i operator filmowy.

## Życiorys
Urodzony w Wilnie. Absolwent Wydziału Operatorskiego Państwowej Wyższej Szkoły Filmowej, Telewizyjnej i Teatralnej im. Leona Schillera w Łodzi. Jako filmowiec współpracował z NSZZ Solidarność. Zawodowo związany z TVP Gdańsk, członek Stowarzyszenia Filmowców Polskich. Mąż dokumentalistki Barbary Balińskiej i ojciec dziennikarza Rafała Kalukina. Został pochowany na cmentarzu katolickim w Sopocie (kwatera C3-A-13).

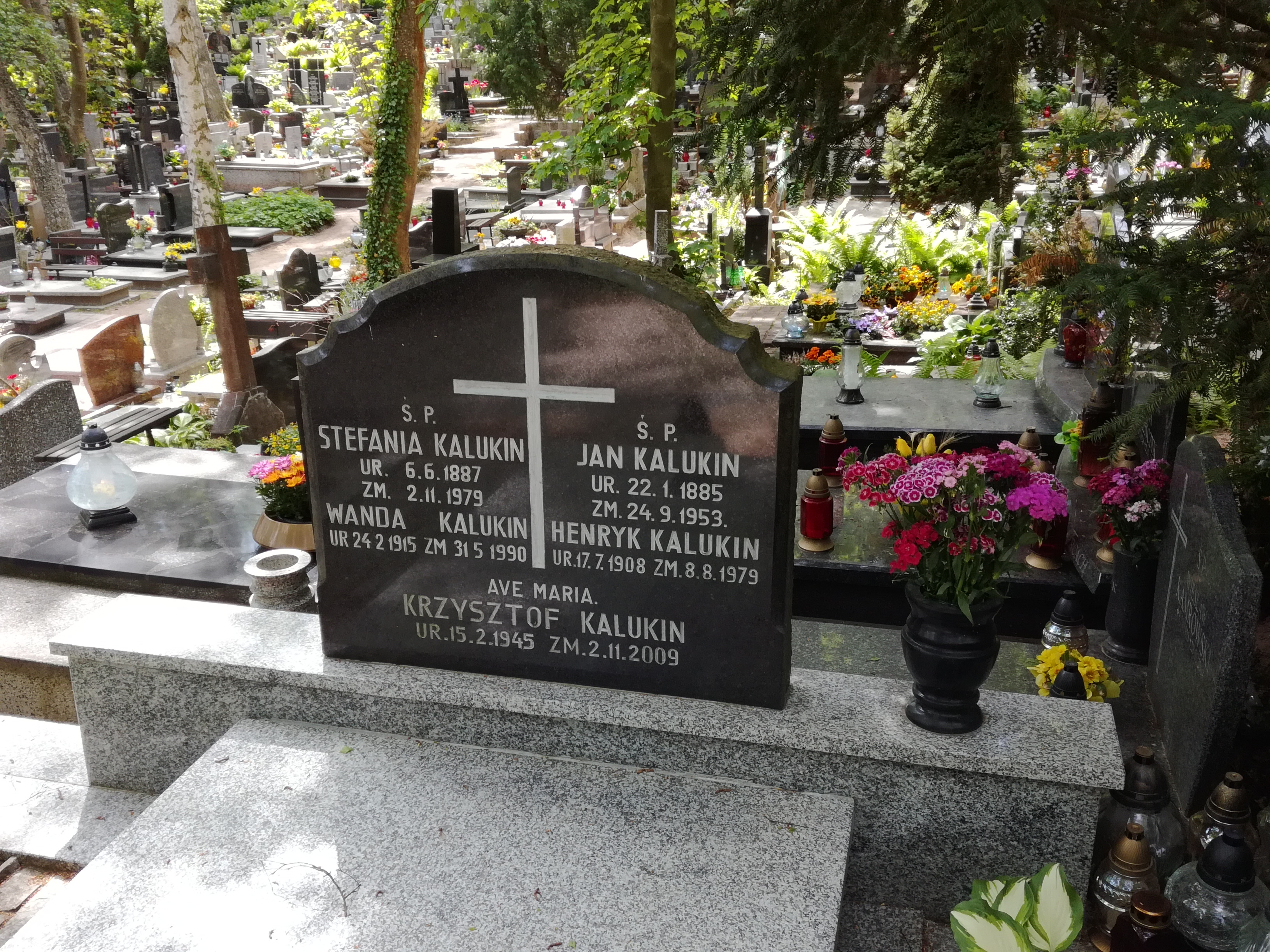
Grób Krzysztofa Kalukina na cmentarzu katolickim w Sopocie

## Filmografia
Operator w kilkudziesięciu filmach dokumentalnych i instruktażowych, w kilkunastu z nich był także scenarzystą, reżyserem i montażystą. Był autorem zdjęć takich filmów jak Strajk, 13 lat 13 minut czy Defilada, a reżyserem m.in. Lekcja angielskiego, Jedenaste przykazanie, Okrągły Stół. Droga, czas, kontrowersje. Za swoją twórczość został nagrodzony: w 1981 Srebrnym Lajkonikiem na Ogólnopolskim Festiwalu Filmów Krótkometrażowych za Pomnik, w 1997 Grand Prix „Złoty Lajkonik” i nagrodą Kodak Film na Ogólnopolskim Festiwalu Filmów Krótkometrażowych za Najszczęśliwszy człowiek, oraz w 2006 wyróżnieniem na Międzynarodowych Dniach Filmu Dokumentalnego „Rozstaje Europy” za film Lekcja historii po kaszubsku.